# Maria Rønning
Maria Hansdatter Rønning (* 1741 in Norwegen; † 1807 in Nes (Eysturoy), Färöer) war eine norwegische Einwanderin auf den Färöern, die großen Einfluss auf die Entwicklung der dortigen Weberei hatte. Sie war die Mutter des bedeutenden Dichters Jens Christian Djurhuus.
Maria war die Tochter des Bauern Hans Gunnarsøn Rønning und Anne Håvardsdatter vom Hof Repstadt in Birkenes, Aust-Agder. Angeblich stammt sie von Håkon Jarl ab.
1767 lernte sie in Brekkestø (Aust-Agder) den färöischen Pfarrer Andreas Djurhuus kennen, der im Sommer mit dem Schiff Jubelfesten auf der Reise von Dänemark zu den Färöern in Seenot geriet und dort Schutz suchen musste. Da das Schiff beschädigt war, lag es dort bis zum April nächsten Jahres. Es wird angenommen, dass Maria Rønning in dem Hotel arbeitete, wo Djurhuus wohnte. Als die Reise 1768 weiter ging, war Maria Rønning mit an Bord.
Zwar war Andreas Djurhuus bereits verlobt mit Annika Hedvig Hammershaimb, der Tochter des Landvogts Jørgen Frantz Hammershaimb, aber nun war er in Maria verliebt und die beiden wollten auf den Färöern heiraten. Als das Schiff am 10. April 1768 auf den Färöern ankam, war die Freude groß, dass Andreas endlich wieder daheim ist, nur: Maria durfte er nach der Meinung seines Vaters Christen Djurhuus nicht heiraten. Es wird gesagt, dass sich Maria das Leben nehmen wollte, aber dann arrangierte Christen Djurhuus die Hochzeit mit seinem älteren Sohn Johan Christian Djurhuus. Diese Hochzeit fand am 9. November 1769 statt.
Das Ehepaar blieb auf dem Hof in Nes wohnen (Johan war der älteste Sohn). Maria Rønning soll eine strenge und tüchtige Hausfrau gewesen sein. Es werden viele Geschichten von ihr erzählt. Die Absonderlichste wird in Hanus Kambans Buch J.H.O. Djurhuus: En litterær biografi (über ihren Ururenkel Janus Djurhuus) angeführt: Einmal soll sie einem Dienstmädchen die Anweisung gegeben haben, Rochen (rokke – fär. skøta) zu kochen. Das Dienstmädchen verstand „Spinnrad“ (rok – fär. rokkur), und auf Nachfragen verstand sie immer noch Spinnrad, wollte dann nicht mehr nachfragen, sondern zerschlug auf dem Dachboden ein Spinnrad und kochte so die Holzstücke. Als Johan Djurhuus das sah, musste er lachen und erzählte seiner Frau, was vorgefallen war. Maria Rønning soll ab diesem Tag nur noch Färöisch (und nicht mehr Norwegisch) gesprochen haben.
Nicht zuletzt wird Maria Rønning für ein Phänomen in der färöischen Sprache verantwortlich gemacht: das Zäpfchen-R [⁠ʀ⁠] (uvularer Vibrant) bei manchen färöischen Sprechern soll auf ihren Einfluss zurückgehen. Eigentlich wird der Buchstabe im Färöischen als „gerollter“ Zungenspitzlaut [⁠r⁠] (alveolarer Vibrant), oder als „englisches R“ [⁠ɹ⁠] (stimmhafter alveolarer Approximant) gesprochen. Beispielsweise soll ihr Urenkel Óla Jákup Djurhuus (1832–1909) das Zäpfchen-R gesprochen haben.
Ihr bedeutendster Einfluss war der auf die färöische Weberei. Die färöische Wolle war damals Hauptexportartikel des Landes. Bis dahin kannte man auf den Färöern nur aufrecht stehende Webstühle. Zwar war das damit gefertigte Gewebe kräftig, aber die Arbeit war anstrengend. Maria Rønning führte den norwegischen Webstuhl ein, der einen Schlagbaum hatte. Damit gewann sie eine von der Regierung ausgesetzte Prämie, den Färingerinnen das „dänische Weben“ beizubringen. Ihre ersten Schülerinnen heirateten aber meist und hörten dann mit der Weberei auf. Maria Rønnings Tochter Inger Maria setzte indes diese Arbeit fort, und 1816 gab es 123 Webstühle des neuen Typs auf den Färöern.
Das Ehepaar hatte neben der Tochter Inger Maria den Sohn Hans Hendrik, von dem nichts bekannt ist; die Tochter Annika Hedvig, die später den dänischen Färöerforscher Jørgen Landt heiratete; und den bedeutenden Dichter Jens Christian Djurhuus. Am bekanntesten sind wohl ihre Ururenkel, die Brüder Janus Djurhuus und Hans Andrias Djurhuus.
Maria Rønning starb 1807, ohne ihre Heimat, Mutter und Geschwister, jemals wieder gesehen zu haben.